# Орлова, Любовь Александровна
Любовь Александровна Орлова (род. 18 июня 2002 года, Тобольск, Тюменская область) — российская дзюдоистка, призёрка чемпионата России 2023 по дзюдо. Мастер спорта.

## Биография
Любовь родилась 18 июня 2002 года в Тобольске Тюменской области. Начала заниматься дзюдо с 8 лет в СК "Лидер" и ДЮСШ #1 города Тобольск. Её первыми тренерами являлись Валентина Бурак, Андрей Мартиросов и Алексей Валерьевич Кочетов. До 2024 года тренировался в СК "Gambari" (Тобольск, Тюменская область)

## Спортивная карьера

### Орлова в юношестве
Первые медали для Орловой пришли в 2018 году, в конце марта она выиграла кубок Европы в Туле (Россия). В ноябре 2018 года Орлова пришла первой на первенстве России в весе свыше 70 кг. В феврале 2019 года Любовь выиграла бронзовую медаль на кубке Европы среди кадетов в Фоллонике (Италия). В марте 2019 года снова стала третьей на кубке Европы в Туле. В апреле и мае была участницей кубков Европы в Берлине (Германия) и Бельско-Бяла (Польша). В июле 2019 года приняла участие на XV Европейском юношеском олимпийском фестивале в Баку (Азербайджан), где заняла второе место. В сентябре 2019 года выступила в командном первенстве мира среди кадетов в Алмате (Казахстан), где выиграла бронзовую медаль.

### Юниорский уровень
В ноябре 2019 года пришла третьей на первенстве России среди юниоров (до 21 года) в весе до 78 кг. В марте 2020 года добыла бронзовую медаль на первенстве России до 23 лет в Тюмени. В марте 2021 года стала третьей на первенстве России среди спортсменов до 23 лет в Мурманске. В апреле 2021 года стала третьей на всероссийском турнире на призы федерации дзюдо Санкт-Петербурга среди юниоров в. В октябре 2021 года приняла участие на первенстве мира среди юниоров в Италии, выиграв в первом круге индуску Рошни Деви Лайшрам (Индия), она уступила во втором круге голландке Яаель Ван Хеемст и потеряла шанс на призовое место. В ноябре 2021 года выиграла бронзовую медаль на первенстве России среди юниоров в Екатеринбурге. В марте 2023 году впервые стала победительницей первенства России до 23 лет в Екатеринбурге, выиграв в полуфинале Дарью Речкалову (Свердловская область), а в финале Викторию Лихачеву (Челябинская область).

### Взрослый уровень
В декабре 2022 года стала финалисткой кубка России в Калининграде. В конце июня 2023 года завоевала бронзовую награду на турнире серии "Russian judo tour" в Челябинске. В сентябре 2023 года добыла бронзовую медаль на чемпионате России в Кемерове. В октябре выступила на открытом кубке Азии в городе Актау, Казахстан и выиграла золотую медаль.  В мае 2024 года выиграла серебро турнира серии Russian judo tour памяти В. С. Ощепкова, который проходил в городе Хабаровск. В начале 2025 года начала представлять Санкт-Петербург и тренироваться в спортивном клубе «Турбостроитель».

## Спортивные результаты
Национальный уровень
- 2019 Первенство мира среди кадетов (команда) — ;
- 2019, 2021 Первенство России среди юниоров — ;
- 2020, 2021 Первенство России до 23 лет — ;
- 2022 Кубок России — ;
- 2023 Первенство России до 23 лет — ;
- 2023 Чемпионат России — ;

Международный уровень
- 2018 Кубок Европы среди кадетов (Тула, Россия) — ;
- 2019 Кубок Европы среди кадетов (Тула, Россия) — ;
- 2019 Кубок Европы среди кадетов (Фоллоника, Италия) — ;
- 2023 Кубок Азии (Актау, Казахстан) — ;
- 2024 Russian judo tour (Хабаровск) — ;
- 2025 «Russian judo Tour» памяти В.С. Ощепкова — ;[1]